# Milwaukee
Milwaukee (pronunciado [milˈwoki]) es la ciudad más grande y poblada del estado de Wisconsin (Estados Unidos), y del condado de Milwaukee. Ubicada al norte de Chicago al lado del lago Míchigan, en el Censo de 2010 tenía una población de 594 833 habitantes y una densidad poblacional de 2372,59 personas por km², y con un total de 1 751 316 habitantes en el área metropolitana de Milwaukee. La ciudad, capital del condado homónimo, es la número 22 en cuanto a población de los Estados Unidos.

## Historia
El área de Milwaukee originalmente estaba habitada por las tribus de los fox, mascouten, potawatomi y winnebago. La ciudad recibió su nombre de la palabra indígena Millioke, que significa «La Buena Tierra» o «Encontrar un lugar por el agua». Misioneros franceses y comerciantes pasaron por la zona a finales del siglo XVII y el siglo XVIII.
En 1818, el francés Solomon Juneau se estableció en la zona. Compró el negocio de su suegro y en 1833 fundó una ciudad en el lado este del río Milwaukee. En 1846, el pueblo de Juneau se fusionó con dos pueblos cercanos para erigirse como la ciudad de Milwaukee: Kilbourntown en el oeste, fundado por Byron Kilbourn, y Walker's Point en el sur, fundado por George H. Walker. Juneau fue el primer alcalde de Milwaukee. La inmigración alemana ayudó a incrementar la población de la ciudad a partir de la década de 1840. Hasta el día de hoy Milwaukee tiene una considerable población germano-americana. 
Desde fines del siglo XIX hasta la década de 1950, Milwaukee, como muchas otras ciudades industriales del norte, recibió una gran cantidad de inmigrantes desde Alemania, Hungría, Polonia y otros países de Europa central, así como un importante número de afroamericanos provenientes de los estados del sur. Esto ayudó a Milwaukee a convertirse en una de las quince ciudades más grandes del país, y a mediados de la década de 1930 la población alcanzó los 750 000 habitantes. Sin embargo, a partir de fines de aquella misma década, Milwaukee, como muchas otras ciudades en la zona de los Grandes Lagos, vio a su población disminuir debido a varios factores. 
En 1991 la ciudad se ganó la mala fama al ser el lugar donde el asesino en serie Jeffrey Dahmer llevó a cabo 16 de sus 17 asesinatos.
Recientemente, la ciudad se ha esforzado por mejorar su economía, sus barrios y su imagen, dando como resultado la revitalización de sectores como Third Ward, East Side y, más recientemente, Bay View, junto con atraer nuevos negocios a su zona centro. Mientras la ciudad aún afronta un decrecimiento demográfico, continúa haciendo planes para mejorar su futuro a través de varios proyectos.

## Geografía
Milwaukee se encuentra ubicada en las coordenadas 43°3′48″N 87°58′0″O / 43.06333, -87.96667. Según la Oficina del Censo de los Estados Unidos, Milwaukee tiene una superficie total de 250,71 km², de la cual 248,95 km² corresponden a tierra firme y (0,7 %) 1,76 km² es agua.

### Clima
| Parámetros climáticos promedio de Milwaukee (Aeropuerto Internacional General Mitchell), normales 1991–2020, extremos 1871–presente | Parámetros climáticos promedio de Milwaukee (Aeropuerto Internacional General Mitchell), normales 1991–2020, extremos 1871–presente | Parámetros climáticos promedio de Milwaukee (Aeropuerto Internacional General Mitchell), normales 1991–2020, extremos 1871–presente | Parámetros climáticos promedio de Milwaukee (Aeropuerto Internacional General Mitchell), normales 1991–2020, extremos 1871–presente | Parámetros climáticos promedio de Milwaukee (Aeropuerto Internacional General Mitchell), normales 1991–2020, extremos 1871–presente | Parámetros climáticos promedio de Milwaukee (Aeropuerto Internacional General Mitchell), normales 1991–2020, extremos 1871–presente | Parámetros climáticos promedio de Milwaukee (Aeropuerto Internacional General Mitchell), normales 1991–2020, extremos 1871–presente | Parámetros climáticos promedio de Milwaukee (Aeropuerto Internacional General Mitchell), normales 1991–2020, extremos 1871–presente | Parámetros climáticos promedio de Milwaukee (Aeropuerto Internacional General Mitchell), normales 1991–2020, extremos 1871–presente | Parámetros climáticos promedio de Milwaukee (Aeropuerto Internacional General Mitchell), normales 1991–2020, extremos 1871–presente | Parámetros climáticos promedio de Milwaukee (Aeropuerto Internacional General Mitchell), normales 1991–2020, extremos 1871–presente | Parámetros climáticos promedio de Milwaukee (Aeropuerto Internacional General Mitchell), normales 1991–2020, extremos 1871–presente | Parámetros climáticos promedio de Milwaukee (Aeropuerto Internacional General Mitchell), normales 1991–2020, extremos 1871–presente | Parámetros climáticos promedio de Milwaukee (Aeropuerto Internacional General Mitchell), normales 1991–2020, extremos 1871–presente |
| Mes | Ene. | Feb. | Mar. | Abr. | May. | Jun. | Jul. | Ago. | Sep. | Oct. | Nov. | Dic. | Anual |
| --- | --- | --- | --- | --- | --- | --- | --- | --- | --- | --- | --- | --- | --- |
| Temp. máx. abs. (°C) | 17.2 | 21.7 | 28.9 | 32.8 | 35 | 40 | 40.6 | 39.4 | 37.2 | 31.7 | 25 | 20 | 40.6 |
| Temp. máx. media (°C) | -0.6 | 1.2 | 6.8 | 12.6 | 19.2 | 24.9 | 27.7 | 26.8 | 23.1 | 16.3 | 8.8 | 2.3 | 14.1 |
| Temp. media (°C) | -4.4 | -2.7 | 2.4 | 7.9 | 13.9 | 19.8 | 22.9 | 22.4 | 18.3 | 11.7 | 4.7 | -1.4 | 9.6 |
| Temp. mín. media (°C) | -8.2 | -6.7 | -1.8 | 3.2 | 8.8 | 14.7 | 18.2 | 17.9 | 13.6 | 7.1 | 0.6 | -5 | 5.2 |
| Temp. mín. abs. (°C) | -32.2 | -32.2 | -23.3 | -11.1 | -6.1 | 0.6 | 4.4 | 5.6 | -2.2 | -9.4 | -25.6 | -30 | -32.2 |
| Precipitación total (mm) | 45.5 | 42.9 | 55.9 | 98 | 89.9 | 111.3 | 86.4 | 92.7 | 80.3 | 70.6 | 56.9 | 47.8 | 878.1 |
| Nevadas (cm) | 37.8 | 30 | 17 | 5.3 | 0 | 0 | 0 | 0 | 0 | 0.8 | 6.4 | 26.4 | 123.7 |
| Días de precipitaciones (≥ 0.2 mm)                                                                                                  | 11.4 | 10.0 | 10.7 | 12.2 | 11.7 | 11.1 | 9.5 | 9.5 | 8.6 | 10.3 | 10.2 | 10.3 | 125.5 |
| Días de nevadas (≥ 0.2 cm) | 10.0 | 8.1 | 5.0 | 1.8 | 0.0 | 0.0 | 0.0 | 0.0 | 0.0 | 0.3 | 2.6 | 7.3 | 35.1 |
| Horas de sol | 140.2 | 151.5 | 185.4 | 213.5 | 275.5 | 304.5 | 321.1 | 281.2 | 215.1 | 178.0 | 112.8 | 104.8 | 2483.6 |
| Humedad relativa (%) | 72.3 | 71.9 | 71.4 | 68.5 | 68.5 | 69.7 | 71.5 | 74.9 | 75.4 | 72.5 | 74.5 | 75.9 | 72.3 |
| Fuente n.º 1: NOAA (humedad y horas de sol 1961–1990)                                                                               | | | | | | | | | | | | | |
| Fuente n.º 2: Weather Atlas | | | | | | | | | | | | | |

## Demografía
Según el censo de 2010, tenía 594 833 habitantes La densidad de población era de 2372,59 hab./km². De los 594 833 habitantes, el 44,78 % eran blancos; el 39,97 %, afroamericanos; el 0,79 %, amerindios; el 3,51 %, asiáticos; el 0,04 %, isleños del Pacífico; el 7,51 %, de otras razas; y el 3,41 % pertenecían a dos o más razas. Del total de la población, el 17,32 % eran hispanos o latinos de cualquier raza.

## Deportes
| Equipo             | Deporte            | Competición | Estadio             | Creación |
| ------------------ | ------------------ | ----------- | ------------------- | -------- |
| Milwaukee Brewers  | Béisbol            | MLB         | Miller Park         | 1969     |
| Milwaukee Bucks    | Baloncesto         | NBA         | Fiserv Forum        | 1968     |
| Milwaukee Admirals | Hockey sobre hielo | AHL         | Bradley Center      | 1970     |
| Milwaukee Wave     | Fútbol rápido      | MISL        | U.S. Cellular Arena | 1969     |

## Hermanamientos
- Białystok, Polonia.
- Carora, Venezuela.
- Galway, Irlanda.
- Kanpur, India.
- Manisa, Turquía.
- Morogoro, Tanzania.
- Nuevitas, Cuba.
- Omsk, Rusia.
- Schwerin, Alemania.